# Go' morgen P3
Go' Morgen P3 er et morgenprogram på DR's P3. Programmet har været en fast del af P3 i mange år. 
Programmet sender fra kl. 06:00 til 09:00 alle hverdage fra P3-studiet i DR Byen på Amager. Værterne er Andreas Kousholt, Maria Josefine Madsen og Mikkel Sebastian Rosendal.
Programmet er en blanding af satire og journalistik, ofte i form af interviews med aktuelle danskere.

## Programmets historie
Holdet af værter har skiftet gennem tiden, i juni 2013 bestod det faste hold af Henrik Povlsen, Pia Røn, Rune Hedeman og Signe Vadgaard. I december 2020 består holdet af værterne Maria Josefine "JoJo" Madsen, Mikkel Sebastian Rosendal og Andreas Kousholt.

## Priser
- 2010: Zulu Awards, Årets Danske Radioprogram[3]
- 2011: Prix Radio, Årets Morgenshow[4]
- 2015: Zulu Awards, Årets radioprogram[5]
- 2016: Prix Radio, Årets Morgenflade[6]